# Karl Diebitsch
Karl Diebitsch (Hannover, 3 gennaio 1899 – Kreuth, 6 agosto 1985) è stato un artista e militare tedesco, ufficiale delle Waffen-SS durante la seconda guerra mondiale.

## Biografia
Diebitsch nacque il 3 gennaio 1899, nella città di Hannover, in Germania. Si arruolò nella Kaiserliche Marine nel 1915, dove finì il suo apprendistato come imbianchino, e alla fine della prima guerra mondiale ottenne la Croce di Ferro di II Classe mentre si trovava in un battaglione.

### Iscrizione al partito nazista
Diebitsch aderì al partito nazista il 1º maggio del 1920, e per i successivi tre anni fece parte dei Freikorps. Nel 1925 terminò la sua formazione come artista, lavorando per diversi anni come pittore e artista a Monaco di Baviera.
Nel 1932 iniziò a progettare le iconiche divise nere delle SS, assieme all'aiuto del designer grafico Walter Heck.